# José Froilán González
José Froilán González, född 5 oktober 1922 i La Colonia nära Arrecifes, provinsen Buenos Aires, död 15 juni 2013 i Buenos Aires, var en argentinsk racerförare.

## Racingkarriär
González tävlade i Formel 1 för bland annat Maserati och Ferrari under 1950-talet. Han är mest känd för att ha vunnit Ferraris första F1-seger i Storbritannien 1951. 
Han kom trea i Formel 1-VM 1951 och tvåa i Formel 1-VM 1954 efter landsmannen Juan Manuel Fangio. González vann även loppet i Storbritannien 1954 och de två segrarna på Silverstone i Storbritannien var de enda under hans Formel 1-karriär. Han slutade 1955 men kom tillbaka och körde några enstaka lopp. 
González vann Le Mans 24-timmars ihop med fransmannen Maurice Trintignant 1954.

## Noter

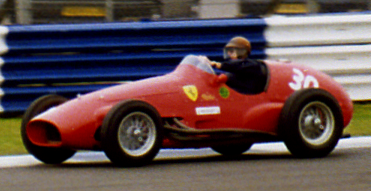
José Froilán González i en Ferrari 500 vid Coys International Historic 2000.

## F1-karriär
| Säsong                | Stall/Tillverkare                   | Placering             | Lopp | Poäng | Etta | Tvåa | Trea | Pole | Varv |
| --------------------- | ----------------------------------- | --------------------- | ---- | ----- | ---- | ---- | ---- | ---- | ---- |
| 1950                  | Scuderia Achille Varzi (Maserati)   | -                     | 2    |       |      |      |      |      |      |
| 1951                  | Ferrari Privat (Talbot-Lago-Talbot) | 3                     | 5 1  | 24    | 1    | 3    | 1    | 1    |      |
| 1952                  | Maserati                            | 9                     | 1    | 6,5   |      | 1    |      |      | 1    |
| 1953                  | Maserati                            | 6                     | 6    | 13,5  |      |      | 3    |      | 2    |
| 1954                  | Ferrari                             | 2                     | 7    | 25,14 | 1    | 2    | 2    | 1    | 3    |
| 1955                  | Ferrari                             | 17                    | 1    | 2     |      | 1    |      | 1    |      |
| 1956                  | Maserati Vanwall                    | -                     | 1    |       |      |      |      |      |      |
| 1957                  | Ferrari                             | 20                    | 1    | 1     |      |      |      |      |      |
| 1960                  | Ferrari                             | -                     | 1    |       |      |      |      |      |      |
| Sammanlagt 9 säsonger | Sammanlagt 9 säsonger               | Sammanlagt 9 säsonger | 27   | 72,14 | 2    | 7    | 6    | 3    | 6    |

| 1. Storbritannien 1951 2. Storbritannien 1954 |

| 1. Frankrike 1951 2. Italien 1951 3. Spanien 1951 4. Italien 1952 5. Tyskland 1954 6. Schweiz 1954 7. Argentina 1955 |

| 1. Tyskland 1951 2. Argentina 1953 3. Nederländerna 1953 4. Frankrike 1953 5. Argentina 1954 6. Italien 1954 |

| 1. Storbritannien 1951 2. Schweiz 1954 3. Argentina 1955 |

| 1. Italien 1952 2. Belgien 1953 3. Storbritannien 1953 4. Argentina 1954 5. Storbritannien 1954 6. Italien 1954 |